# Fritz Gerlich
Carl Albert Fritz Gerlich (ur. 15 lutego 1883 w Szczecinie, zm. 30 czerwca 1934 w KL Dachau) – niemiecki dziennikarz, publicysta i historyk, jeden z głównych działaczy opozycji antyhitlerowskiej wśród dziennikarzy.

## Życiorys

### Dzieciństwo i młodość
Gerlich był najstarszym z trzech synów kupca i hurtownika rybnego Paula Gerlicha oraz jego małżonki Therese z d. Scholwin. Wychowywał się w domu o silnym wpływie kalwinizmu. Rodzina żyła początkowo w dobrych warunkach finansowych, jednak przez błędne spekulacje ojca i jego wczesną śmierć popadła w poważne kłopoty.
Energiczna matka zapewniła synom dobre wykształcenie. Od jesieni 1889 Gerlich uczęszczał do bogatego w tradycje gimnazjum humanistycznego, Marienstiftsgymnasium, w Szczecinie. Po maturze 1901 podjął studia na Uniwersytecie Ludwika i Maksymiliana w Monachium w zakresie nauk przyrodniczych i matematyki. W trzecim semestrze zimowym przepisał się na prośbę matki na uniwersytet w Lipsku, jednak po jednym semestrze powrócił do Monachium. Zaprzestał studiowania nauk przyrodniczych i od tego czasu studiował historię jako przedmiot główny oraz historyczne nauki pomocnicze i antropologie jako przedmiot dodatkowy. Podczas studiów angażował się politycznie, działając w organizacji studenckiej Freie Studentenschaft, która była konkurencyjna w stosunku do korporacji i związków studenckich. Redagował pismo „Akademische Bildung- Wege und Ziele”. Aby sfinansować swe studia, projektował prospekty i materiały reklamowe dla firmy Kathreiners Malzkaffee-Fabriken. 9 marca 1907 otrzymuje stopień doktora nauk humanistycznych po obronie u Karla Theodora von Heigela pracy doktorskiej pt.„Testament Henryka VI”. Po zakończeniu studiów Gerlich rozpoczął pracę jako urzędnik w bawarskim archiwum państwowym.

### Prawicowa działalność polityczna
Gdy w 1914 wybuchła I wojna światowa, Gerlich ze względów zdrowotnych nie podlegał mobilizacji. Wydarzenia wojenne zintensyfikowały w nim, już wtedy silne, poczucie niemieckiego nacjonalizmu. Wkrótce zwrócił się ku Friedrichowi Naumannowi i jego Nationalsoziale Partei. Potem działał jako sekretarz monachijskiej Liberaler Arbeiterverein, organizacji członkowskiej Ligi Pangermanskiej, której aneksyjną politykę aktywnie popierał.
Na wiosnę 1917 Gerlich założył (między innymi z Karlem Grafem von Bothmerem) Die Wirklichkeit, niemieckie czasopismo porządku i prawa. Późną jesienią tegoż roku ten radykalnie nacjonalistyczny tygodnik został zakazany przez bawarskie ministerstwo spraw wojskowych.
Z początkiem rewolucji listopadowej Gerlich znalazł się w zarządzie Krajowego Związku Urzędników Bawarskiego Instytutu Nauki i Kultury, równolegle działając w Lidze Antybolszewickiej oraz w Zjednoczeniu dla Zwalczania Bolszewizmu. Z powodu eksponowanego stanowiska w organizacjach antybolszewickich w Monachium, Gerlich był zmuszony do ucieczki podczas powstania Bawarskiej Republiki Rad. Po jej klęsce Gerlich zaangażował się w działalność Służby Bawarczyków dla Odbudowy Ojczyzny. W związku z tym redagował czasopismo Feurio. Heimatdienst Bayern für Ordnung, Recht und Aufbau („Gore!. Służba Bawarii dla Porządku, Prawa i Odbudowy”).
6 października 1920 Gerlich, który wówczas pracował w bawarskim archiwum państwowym, otrzymał niespodziewanie ofertę objęcia stanowiska redaktora naczelnego gazety Münchner Neueste Nachrichten (MNN). Jego zadaniem było takie prowadzenie gazety, aby była ona bastionem odrodzenia narodowego przeciw socjalizmowi i polityce republikańskiej. MNN pod kierownictwem Gerlicha szybko rozwinęła się i stała jednym z najważniejszych dzienników Bawarii. W ściślej współpracy z Paulem Nikolausem Cossmannem, przedstawicielem wielkoprzemysłowych właścicieli gazety, Gerlich redagował swe artykuły w duchu nacjonalistycznym jako przekonany wróg komunistów i socjalistów. Z publicystycznym wsparciem gazety, Cossmann prowadził „proces odpowiedzialności za wybuch wojny” – prawniczą rozprawę nad pytaniem o odpowiedzialność za wybuch wojny.
9 października 1920 ożenił się w Monachium z Sophie Stemple, z którą miał czwórkę dzieci.

### Polityczna przemiana
W 1923 Gerlich trzykrotnie odbywał prywatne spotkania z Adolfem Hitlerem. W przeddzień nieudanego puczu monachijskiego (8–9 listopada 1923) Gerlich był obecny na sali w Bürgerbräukeller podczas spotkania, w czasie którego Hitler podjął próbę przewrotu. Gerlich był współautorem mowy generalnego komisarza państwowego Gustava von Kahra. Po tym wydarzeniu Gerlich uświadomił sobie zagrożenie związane z doktryną narodowosocjalistyczną i stał się zaciekłym jej przeciwnikiem. Jako redaktor naczelny MNN oddalał się coraz bardziej od kursu nacjonalistycznego, wrogiego republice, zbliżając się do kręgów obrońców konstytucji weimarskiej. W następnych latach MNN obrała politycznie umiarkowany kierunek i wspierała politykę Gustava Stresemanna.
Kolejne zwrotne wydarzenie w życiu Gerlicha było związane z publikacją w MMN artykułu autorstwa Erweina von Aretina o Therese Neumann z Konnersreuth, u której w 1926 pojawiły się stygmaty. Opublikowany w sierpniu 1927 artykuł został przetłumaczony na 32 języki i był szeroko przedrukowywany. Gerlich obawiał się jednak, że publikacja mogła bazować na oszustwie. 14 września 1927 pojechał do Konnersreuth osobiście zdemaskować oszustwo, czego jednak nie udało mu się dokonać. 15 lutego 1928 po gwałtownych dyskusjach z kierownictwem wydawnictwa i Cossmannem, Gerlich rozstał się z MMN i powrócił do pracy w archiwum, jednocześnie dalej badając fenomen z Konnersreuth. W 1929 opublikował wyniki swych prac w dwóch tomach, a dwa lata później wydał publikację pt. „Walka o wiarygodność Therese Neumann”. Gerlich nawrócił się na katolicyzm i 29 września 1931 wziął z żoną ślub kościelny w kościele kapucynów w Eichstatt.
W kręgach przyjaciół Therese Neumann powstał pomysł utworzenia politycznego tygodnika dla polemik z lewicowym i prawicowym ekstremizmem. W 1930 Gerlich nabył z księciem Erichem Waldburg zu Zeil zadłużone czasopismo Illustrierter Sonntag, które przekształcił w pismo walki politycznej. W 1932 zostało ono przemianowane na Der Gerade Weg (DGW). W gazecie tej coraz częściej na pierwszy plan wysuwano teksty polemizujące z rosnącym w siłę narodowym socjalizmem. Walka w coraz gwałtowniejszej tonacji przysparzała gazecie coraz więcej czytelników. Pod koniec 1932 nakład wynosił 100.000 egzemplarzy.
13 marca 1932, po pierwszej turze wyborów na prezydenta Rzeszy, DGW zamieścił ostry w wymowie list otwarty krytykujący Hitlera. Narodowi socjaliści wykupili cały jej nakład, ale tekst był wielokrotnie dodrukowywany. W ciągu tygodnia sprzedano 1,25 miliona ulotek z tekstem listu. Szacuje się, że nakład gazet, które go przedrukowały wyniósł 20 milionów egzemplarzy. Wydanie DGW z 31 lipca 1932 krytykowało wybory do Reichstagu a Gerlich napisał płomienny artykuł przeciw Hitlerowi pod tytułem: „Narodowy socjalizm jest plagą”. W swych najostrzejszych, jasno przemyślanych analizach przewidywał bankructwo III Rzeszy. Gazeta jednoznacznie i wnikliwie atakowała Hitlera i jego zwolenników.
Gerlich mówił: Najgorsza rzeczą, jaką możemy zrobić, jest nie robić nic.

### Śmierć
9 marca 1933 – wkrótce po przejęciu władzy przez Hitlera – w dniu, w którym dotychczasowy bawarski premier Heinrich Held został odsunięty od władzy i zastąpiony przez hitlerowskiego komisarza Franza von Eppa, oddziały SA zaatakowały redakcję DGW przy Hofstaat 5. SA-mani załadowali mienie gazety na ciężarówki, pobili i aresztowali Gerlicha pod zarzutem poważnych nadużyć. Przewieziono go do monachijskiego aresztu policyjnego przy Ettstraße, gdzie pozostawał przez 15 miesięcy. W związku z wydarzeniami nocy długich noży Gerlich został przetransportowany 30 czerwca 1934 z aresztu do KL Dachau, gdzie zaraz po przybyciu został zastrzelony w celi przez SS-mana.

## Pamięć o Gerlichu
W kanadyjsko-amerykańskim filmie telewizyjnym z 2003 Hitler: Narodziny zła przedstawiono życie Gerlicha od 1919 do jego śmierci – drugoplanową rolę Gerlicha zagrał Matthew Modine.
W 75 rocznicę zamordowania Gerlicha arcybiskup Monachium i Fryzyngi, Reinhard Marx, odprawił nabożeństwo upamiętniające dziennikarza.
Z okazji 75 rocznicy śmierci duszpasterstwo katolickie zorganizowało w miejscu pamięci KZ Dachau wystawę pt. „Fritz Gerlich (1883–1934) – Jako dziennikarz przeciw Hitlerowi” (niem. Fritz Gerlich (1883–1934) – Als Journalist gegen Hitler).
W 2009 w Monachium trzykrotnie organizowano wycieczki poznawcze śladami Gerlicha.